# Drago Glamočak
Drago Glamočak (Vukovar, 1966.) je hrvatski književnik iz Australije. Piše pjesme.

## Životopis
Rodio se je 1966. u Vukovaru, a 1969. je s obitelji odselio u Australiju.  Pjesme na hrvatskom izašle su mu u zbirci koju je uredila Ana Kumarić, koja ih je i prevela na engleski.